# Venacorixa
Venacorixa is een geslacht van wantsen uit de familie van de Corixidae (Duikerwantsen). Het geslacht werd voor het eerst wetenschappelijk beschreven door Lin in 1986.

## Soorten
Het genus bevat de volgende soorten:

- Venacorixa xiangzhongensis Lin, 1986